# يوسوك كاوادا
يوسوك كاوادا (باليابانية: 河田雄祐؛ بالكانا: かわだ ゆうすけ) هو لاعب كرة قاعدة ياباني، ولد في 22 ديسمبر 1967 في نيريما في اليابان.

## وصلات خارجية
- يوسوك كاوادا على موقع الدوري الياباني لكرة القاعدة (الإنجليزية)
- يوسوك كاوادا على موقعبيزبول رفرنس.كوم (الدوري الثانوي) (الإنجليزية)